# Bulbarrow Hill
Bulbarrow Hill är en kulle i Storbritannien.   Den ligger i kommunen Dorset och riksdelen England, i den södra delen av landet, 170 km väster om huvudstaden London. Toppen på Bulbarrow Hill är 272 meter över havet.
Terrängen runt Bulbarrow Hill är platt åt sydväst, men åt nordost är den kuperad. Bulbarrow Hill är den högsta punkten i trakten. Runt Bulbarrow Hill är det ganska tätbefolkat, med 108 invånare per kvadratkilometer. Närmaste större samhälle är Blandford Forum, 10,9 km öster om Bulbarrow Hill. Trakten runt Bulbarrow Hill består till största delen av jordbruksmark.